# Иоанникий (Надеждин)
Епископ Иоанникий (в миру Иоанн Григорьевич Надеждин; 18 июля 1837, Никольский-Яс, Пензенская губерния — 29 апреля 1901, Киев) — епископ Русской православной церкви, епископ Архангельский и Холмогорский.

## Биография
Родился 18 июля 1837 года в семье священника Пензенской епархии.
Окончив в 1858 году Пензенскую духовную семинарию, он поступил учителем причетнических классов при Пензенском духовном училище.
2 июня 1863 года пострижен в монашество, 13 июля возведен в сан иеромонаха.
С 1864 года оставил учительскую службу и служил при Пензенском архиерейском доме ризничим, затем экономом, вместе с тем состоял и благочинным монастырей.
Путешествовал на Афонскую гору и нёс послушание регента в одной из Афонских обителей, но, покинув Афон, в 1876 году поступил в Московскую духовную академию.
В 1880 году по окончании академии назначен был учителем Ростовского духовного училища.
В 1882 году — смотритель Задонских духовных училищ.
С 13 февраля 1885 года — инспектор Пензенской духовной семинарии.
25 сентября 1885 года возведён в сан игумена.
С 31 марта 1888 года — ректор Якутской духовной семинарии в сане архимандрита.
С топором в руках он сам лично фундаментально перестраивал сырую и холодную ректорскую квартиру в Якутске. С столярными инструментами, за неимением средств, сам перестроил ветхий иконостас в Якутской семинарской церкви.
С 19 сентября 1891 года — ректор Могилёвской духовной семинарии.
21 февраля 1893 года хиротонисан во епископа Уманского, викария Киевской епархии.
С 10 февраля 1896 года — епископ Архангельский и Холмогорский.
С 7 февраля 1901 года уволен на покой в Киево-Печерскую Лавру.
29 апреля 1901 года скончался в Киево-Печерской Лавре. 2 мая погребен в склепе Анно-Зачатьевской церкви на Дальних Пещерах.